# Борго Емилио (Анкона)
Борго Емилио је насеље у Италији у округу Анкона, региону Марке.
Према процени из 2011. у насељу је живело 124 становника. Насеље се налази на надморској висини од 268 м.